# خليج نيكويا

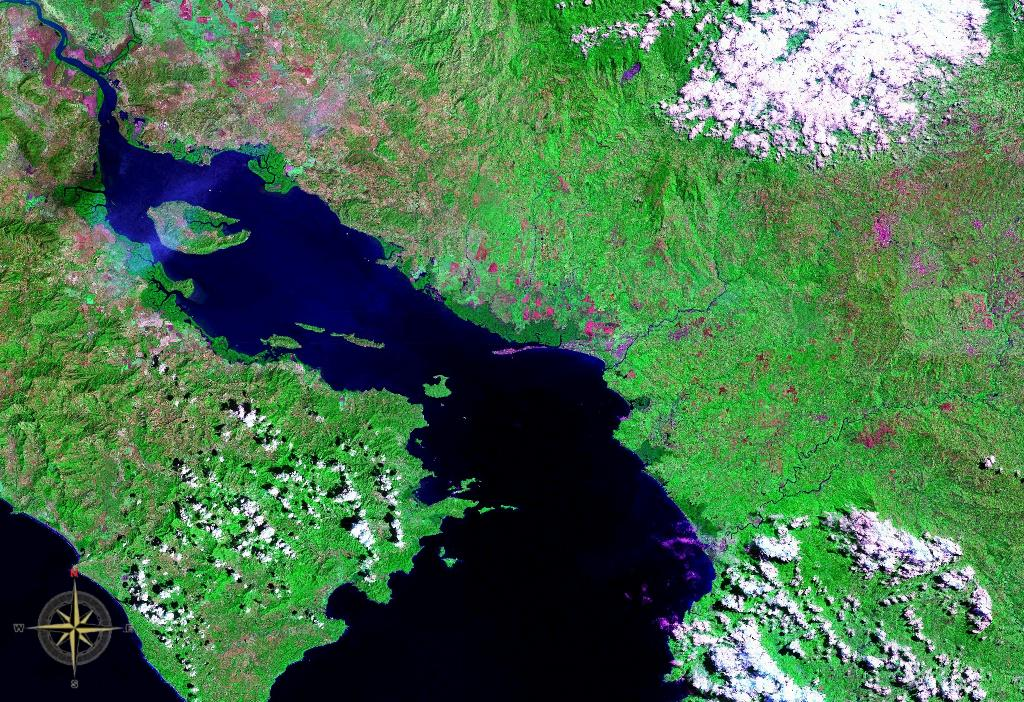
خليج نيكويا من الفصاء، كوستاريكا «يمين» وشبه جزيرة نيكويا «يسار»

خليج نيكويا (بالإسبانية: Golfo de Nicoya)‏ هو مدخل المحيط الهادئ. يفصل شبه جزيرة نيكويا عن كوستاريكا، ويشمل المناظر الطبيعية البحرية والساحلية والأراضي الرطبة، الجزر الصخرية والمنحدرات.